# 吴学谦
吴学谦（1921年12月19日—2008年4月4日），江蘇嘉定（今上海市嘉定區）人，中国共产党、中华人民共和国外交家及政治人物，原副国级领导人。中共第十二、十三届中央委员、中央政治局委员（1985年9月至1992年10月）。曾任国务院副总理，国务委员兼外交部部长，第八届全国政协副主席等职。

## 生平
吴学谦原名吴庆德。吴学谦1939年5月加入中国共产党。早年就参加中共在上海学生界组织的闹事，曾任“上海学生界救亡协会”格致公学小组的负责人，中共上海地下党格致公学党支部书记，中学区委委员、区委书记。此后，曾历任华中局城工部交通站负责人、城工部干事，上海地下党市委委员，中国共青团上海市工委秘书长等职。

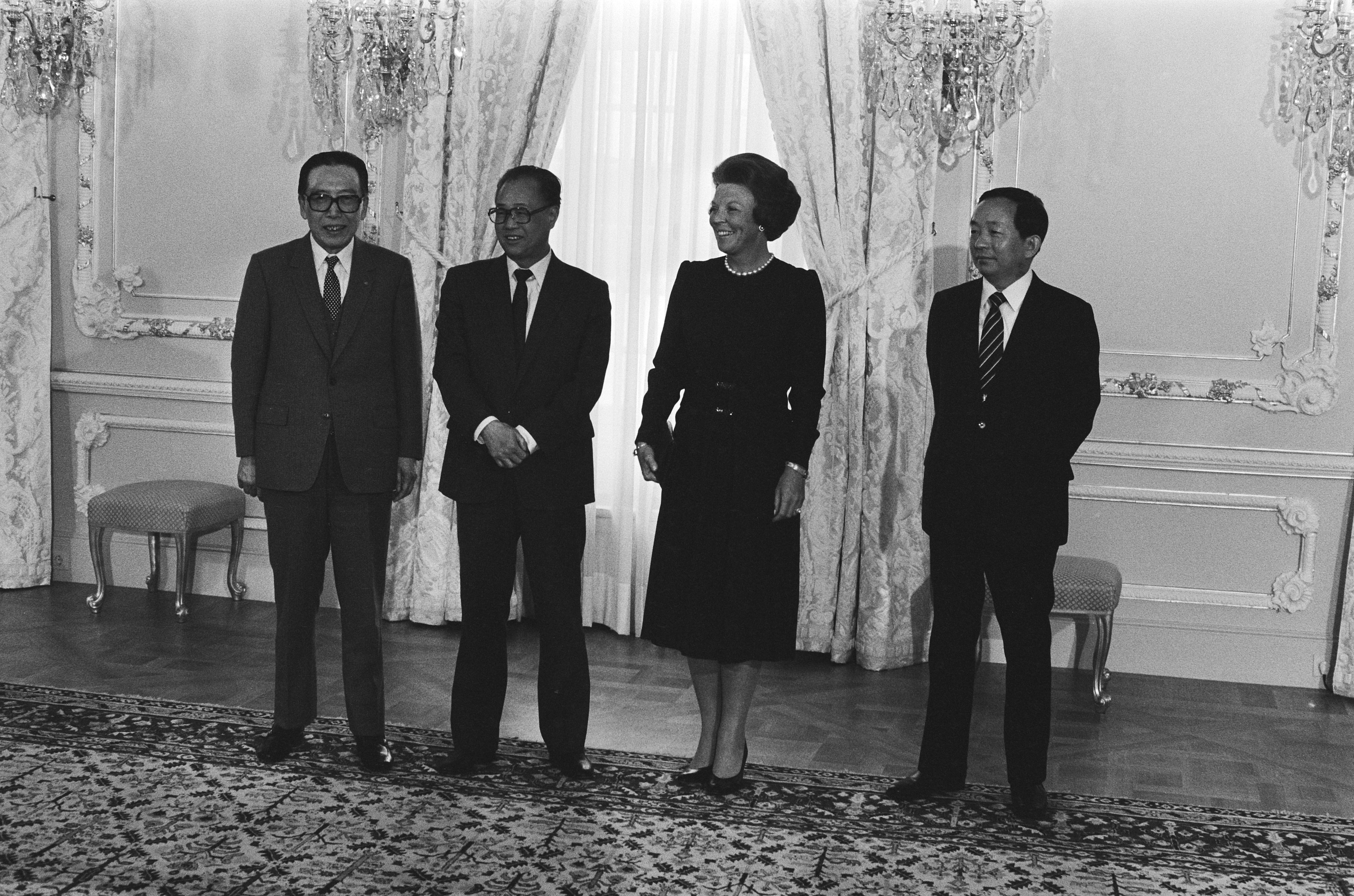
1985年6月17日，吴学谦（左一）和田纪云（右一）陪同国务院总理赵紫阳访问荷兰，与荷兰女王贝娅特丽克丝合影。

中华人民共和国建国后，他历任共青团中央驻世界青联代表，团中央国际部副部长、部长、中央委员、常委等职，后调任中共中央对外联络部五处处长等职。在“文化大革命”中，吴学谦受到打击，下放“五七干校”劳动。在1972年恢复工作后，出任中共中央对外联络部西亚非组组长、三局局长；1978年，升任副部长。1982年4月，吴学谦转任外交部第一副部长、党组书记；并于同年11月19日晋升为外交部长；1983年6月19日升任国务委员后，仍继续兼任外长职务5年。
1988年4月，吴学谦在李鹏内阁中，出任负责外交事务的国务院副总理。1993年3月，届满离任后，他又被安排出任第八届全国政协第二副主席。
2008年4月4日（清明节）上午9時38分，吴学谦在北京医院因患帕金森症病逝，终年86岁；4月10日，在北京市八宝山革命公墓举行遗体告别仪式后火化。

## 家庭
- 子吳曉鏞，六四事件時任中國國際廣播電臺英語部負責人，因同情示威羣衆被停職